# (1612) Hirose
(1612) Hirose es un asteroide que forma parte del cinturón de asteroides y fue descubierto el 23 de enero de 1950 por Karl Wilhelm Reinmuth desde el observatorio de Heidelberg-Königstuhl, Alemania.

## Designación y nombre
Hirose recibió al principio la designación de 1950 BJ.
Más adelante se nombró en honor del astrónomo japonés Hideo Hirose (1909-1981).

## Características orbitales
Hirose está situado a una distancia media del Sol de 3,1 ua, pudiendo acercarse hasta 2,803 ua y alejarse hasta 3,397 ua. Tiene una excentricidad de 0,09574 y una inclinación orbital de 16,85°. Emplea en completar una órbita alrededor del Sol 1994 días.